# USB-minne

USB-minne

Ett USB-minne (även kallat USB-flashminne, minnespinne eller minnessticka) är ett portabelt digitalt lagringsmedium med ett flashminne och USB-anslutning. De första USB-minnena som dök upp runt 1998 låg på 8 MiB till 64 MiB. Lagringskapaciteten på de USB-minnen som såldes 2017 var i allmänhet från 4 GB uppåt, med största minnen 2 TB.
I takt med sjunkande pris och utökad kapacitet har USB-minnet successivt konkurrerat ut den äldre disketten som lagringsmedium. I stort sett alla moderna persondatorer har stöd för USB-minnen. Också äldre datorer från slutet av 1990-talet, såsom de med Windows 98, kunde få stöd genom nya drivrutiner.

## Historia

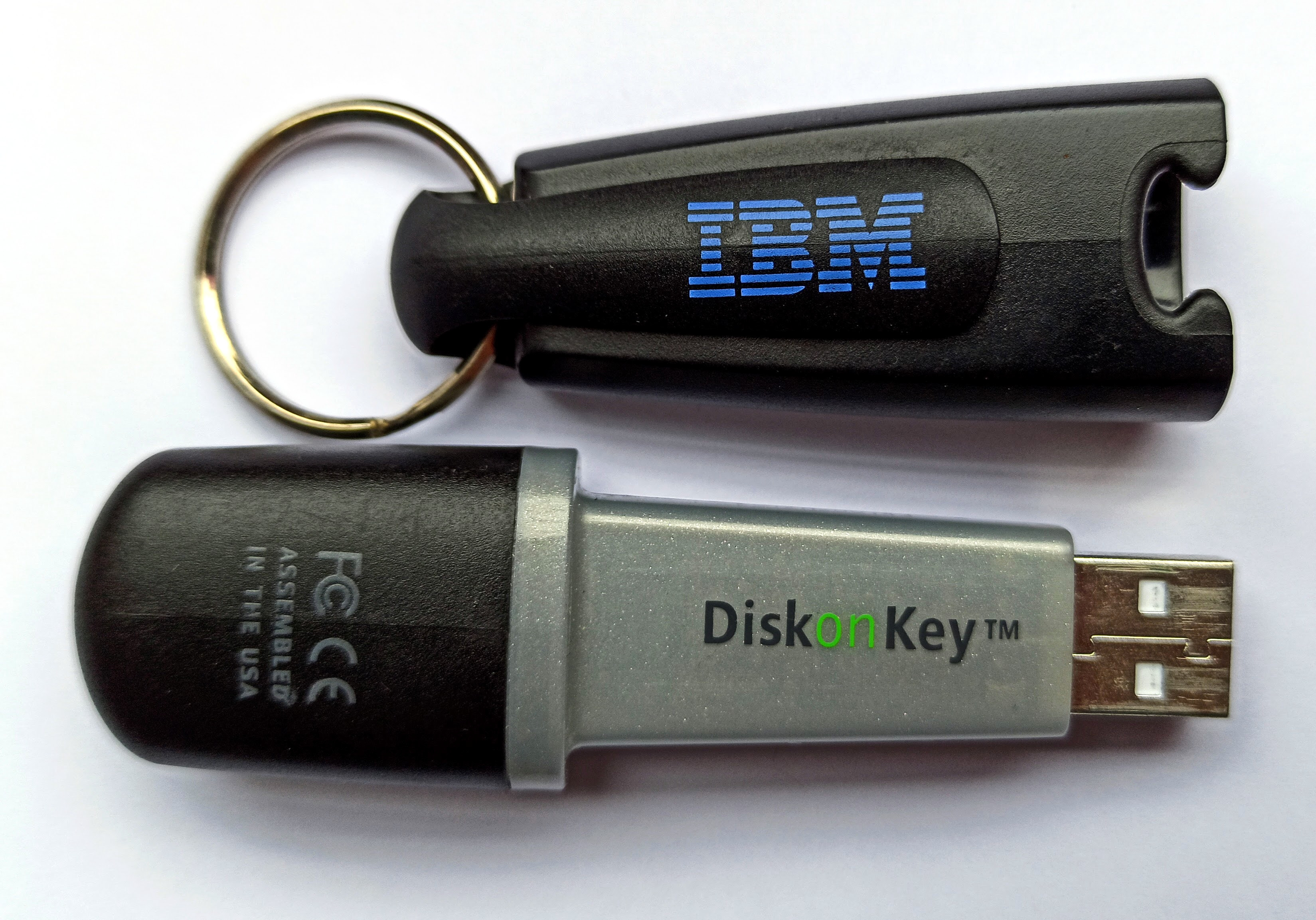
DiskonKey

Under 1980-talet började japanske Fujio Masuoka vid Toshiba arbeta med NVM-minnen och utvecklandet av flashminne.
Den första generationen USB-minnen (USB 1.0) utvecklades under 1990-talet då behovet av lagringskapacitet ökade.
Dagens koncept utvecklades av Amir Ban, Oron Ogdan och Dov Moran vid företaget "M-Systems Flash Disk Pioneers Ltd" (senare SanDisk), den 5 april 1999 inlämnades patentansökan för "Architecture for a universal serial bus-based PC flash disk" i USA, patentet US 6148354 beviljades 14 november 2000. M-Systems samarbetade sedan med International Business Machines Corporation (IBM) för att marknadsföra produkten. Den 15 december 2000 fanns första USB-minnet under namnet DiskOnKey till salu i USA. USB-minnet hade en lagringskapacitet på 8 MB/MiB och kostade $ 50 USD. 8 MB var fem gånger mer än vad som rymdes på en diskett (ca 1,4 MB). Senare släpptes även 1 modell om 32 MB till ett pris av $ 100 USD.
Parallellt utvecklades en typ av USB-minne även av Chong Seng Cheng och Henn Tan vid företaget "Trek Technology" (även Trek 2000 International Ltd) i Singapore, den 21 februari 2000 inlämnades patentansökan för "A portable data storage device" i flera länder, bl a Singapore (patent SG 152026A1, beviljad april 2002), Storbritannien (patent GB2371653A) och Europeiska patentverket (EPO) vid Europeiska patentorganisationen, patentet EP 1246042A2 publicerades den 2 oktober 2002. USB-minnet under namnet ThumbDrive premiärvisades 2000 vid CeBIT-mässan 24 februari-1 mars i Hannover, även denna modell hade en lagringskapacitet på 8 MB.
Ytterligare ett tidigt koncept utvecklades av Pua Khein Seng och medarbetare vid "Feiya Technology Corp" i Taiwan, den 5 oktober 1999 inlämnades patentansökan för "Management, data link structure and calculating method for flash memory" i USA, patentet US 6742078 beviljades 25 maj 2004.

## Teknik
USB-minnen innehåller inget batteri utan är aktiva endast då de kopplas till en USB-port som fungerar som strömförsörjning.

## Komponenter

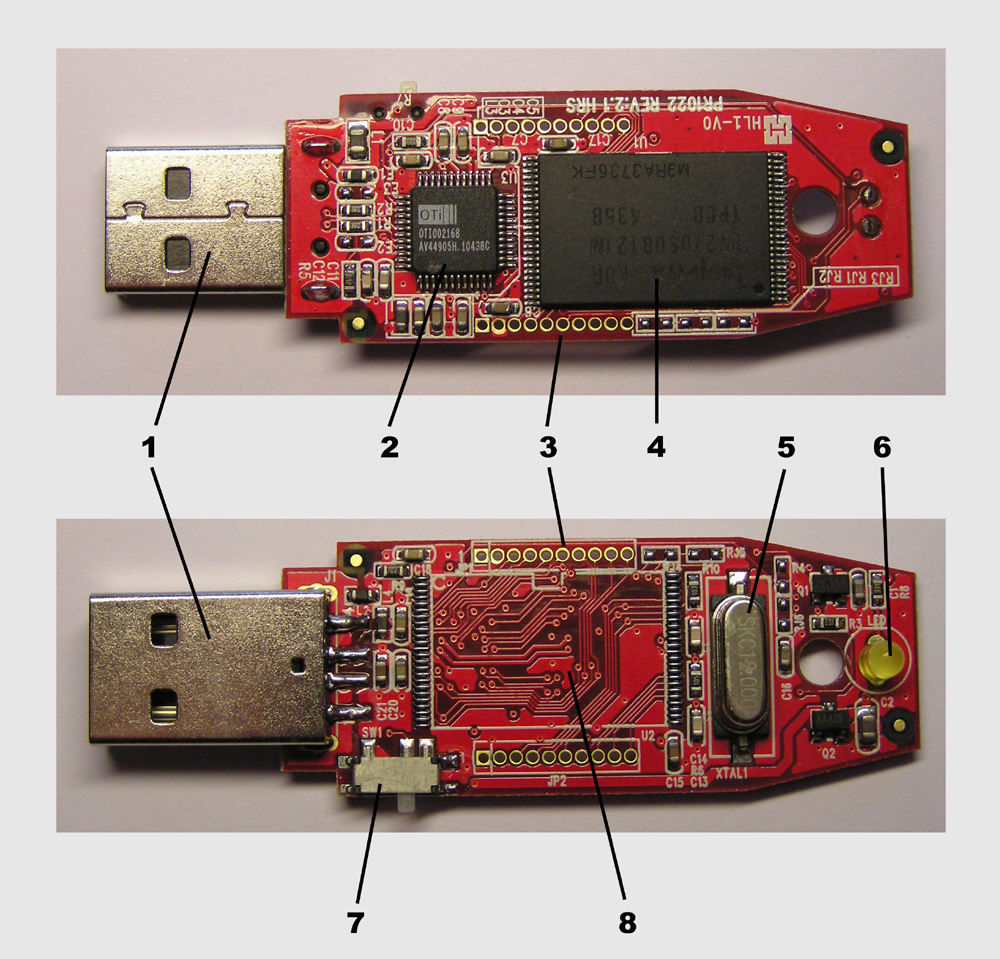
Ett USB-minne utan det yttre skalet.

Komponenter i ett typiskt USB-minne:
1. USB-kontakt, ansluts till en dator
2. Ours Technology Inc. OTi-2168 USB 2.0 mass storage controller implementerar en USB 2.0 klient och möjliggör enkel linjär adressering av flashminnet sett från datorn (döljer komplexiteter som block och blockradering) och innehåller ett system för slitage-minimering via ”intelligent” block-relokering. Den består av en enklare RISC-processor samt en mindre mängd ROM och RAM. Mikroprocessorn kommunicerar med flashminnet (I det här fallet av tillverkaren Hynix) genom en 8-bitar bred kombinerad adress- och databuss (samt även andra signaler). Den här versionen har en 7 × 7 mm 48-pinnars ytmonterad LQFP-kapsel (Low profile Quad Flat Pack).
3. JP1 och JP2: två oanslutna 10-pinnars kontaktdon som har använts för utveckling och test under tillverkningsprocessen av minnet.
4. Ett Hynix HY27USxx121M NAND-flashkrets med 4 096 oberoende raderbara block där varje block ger 16 KiB, alltså totalt 64 MiB användbart lagringsutrymme. Den här versionen har en 20 × 12 mm 48-pinnars ytmonterad TSOP-kapsel (Thin Small Outline Package). Datablad
5. En SKC Shin Chang Electronics 12 MHz kristalloscillator (XTAL). Kristallen genererar en klockfrekvens som mikroprocessorn på OTi-chippet använder sig av. Dock måste signalen först gå igenom en PLL.
6. En lysdiod (styrd från OTi-kretsen) som blinkar för att indikera aktivitet.
7. En enkel två-lägeskontakt som avgör huruvida USB-minnet befinner sig i skrivbart eller skrivskyddat läge.
8. En yta som inte används i den här produkten men ger möjlighet att montera ytterligare en minneskrets. (OTi-kretsen kan driva upp till åtta minneskretsar). Det är alltså möjligt att sent i tillverkningsprocessen bestämma vilken storlek man vill producera.

Runt om kretsarna finns en mängd resistorer samt kondensatorer som bland annat används till att reglera och stabilisera spänningar och strömmar i systemet.